# レネ・ルッソ
レネ・ルッソ（Rene Russo, 1954年2月17日 – ）はアメリカ合衆国の女優。

## 来歴

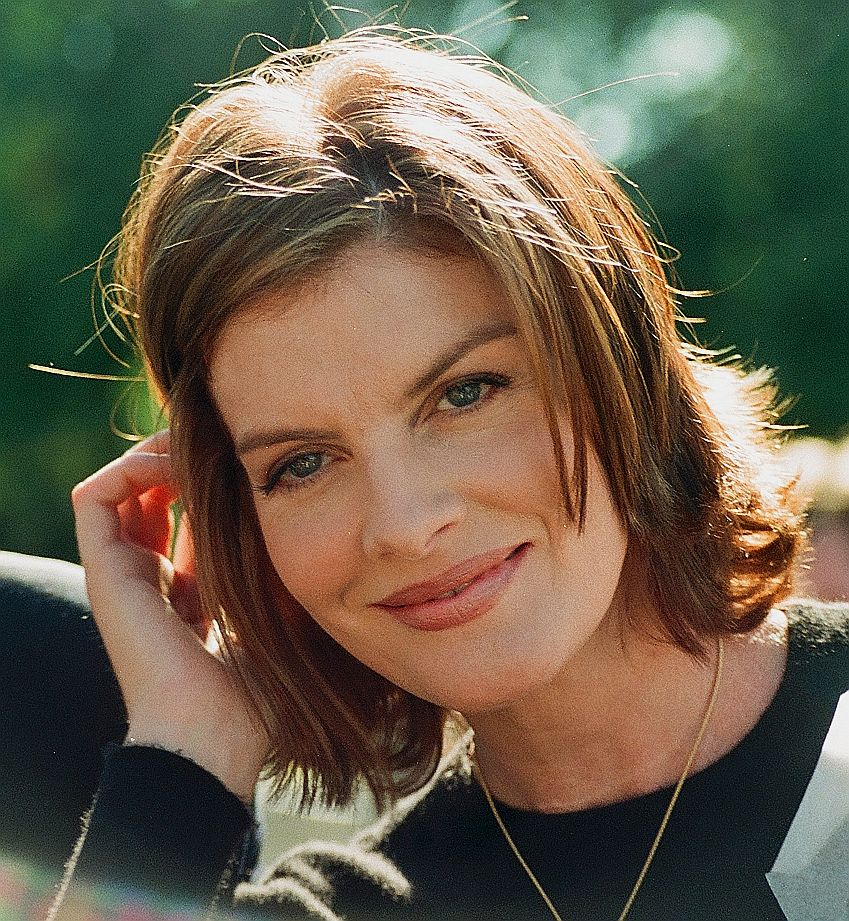
1996年

カリフォルニア州バーバンク出身。父親は彼女が2歳の時に家を出てしまう。高校を中退し、家計を助けるために様々な仕事につく。16歳の時にローリング・ストーンズのコンサートでスカウトされモデルとして活躍。1987年にテレビシリーズ『Sable』で女優デビュー、1989年に『メジャーリーグ』で映画デビューする。1992年にメル・ギブソン主演の『リーサル・ウェポン3』に出演して知られるようになる。その後も『ゲット・ショーティ』や『トーマス・クラウン・アフェアー』といった大作に出演。
2005年以降、映画に出演していなかったが、2011年に『マイティ・ソー』で復帰。
2014年、テレビ出演で幼少期から双極性障害を患っていた事を告白した。

## 主な出演作品
| 公開年 | 邦題 原題                                              | 役名                   | 備考             | 吹き替え                                                                 |
| ------ | ------------------------------------------------------ | ---------------------- | ---------------- | ------------------------------------------------------------------------ |
| 1989   | メジャーリーグ Major League                            | リン・ウェルズ         |                  | 高島雅羅（ソフト版） 小山茉美（日本テレビ版）                            |
| 1990   | MR.デスティニー Mr. Destiny                            | シンディ               |                  | 高畑淳子                                                                 |
| 1991   | ニューヨーク・ジャスティス/許された犯罪 One Good Cop   | リタ・ルイス           |                  |                                                                          |
| 1992   | フリージャック Freejack                                | ジュリー               |                  | 戸田恵子（VHS版）                                                        |
| 1992   | リーサル・ウェポン3 Leathal Weapon3                    | ローナ・コール         |                  | 高島雅羅（ソフト版） 勝生真沙子（テレビ朝日版）                          |
| 1993   | ザ・シークレット・サービス In the Line of Fire         | リリー                 |                  | 弥永和子（ソフト版） 塩田朋子（テレビ朝日版）                            |
| 1994   | メジャーリーグ2 Major League II                        | リン・ウェルズ         |                  | 叶木翔子                                                                 |
| 1995   | アウトブレイク Outbreak                                | ロビー                 |                  | 宮寺智子（ソフト版） 小山茉美（日本テレビ版）                            |
| 1995   | ゲット・ショーティ Get Shorty                          | カレン・フロレス       |                  | 湯屋敦子                                                                 |
| 1996   | 身代金 Ransom                                          | ケイト                 |                  | 高島雅羅（ソフト版） 相沢恵子（日本テレビ版） 田中敦子（テレビ朝日版）   |
| 1996   | ティン・カップ Tin Cup                                 | モリー・グリスウォルド |                  | 塩田朋子（ソフト版） 田中敦子（フジテレビ版）                            |
| 1998   | リーサル・ウェポン4 Leathal Weapon4                    | ローナ・コール         |                  | 高島雅羅（ソフト版） 田中敦子（日本テレビ版） 勝生真沙子（テレビ朝日版） |
| 1999   | トーマス・クラウン・アフェアー The Thomas Crown Affair | キャサリン・バニング   |                  | 塩田朋子（ソフト版） 勝生真沙子（フジテレビ版）                          |
| 2002   | ショウタイム Showtime                                  | チェイス・レンジー     |                  | 金野恵子（ソフト版） 塩田朋子（テレビ朝日版）                            |
| 2002   | ビッグ・トラブル Big Trouble                           | アンナ                 |                  | 塩田朋子                                                                 |
| 2005   | トゥー・フォー・ザ・マネー Two for the Money           | トニー                 | 出演・製作総指揮 | 高島雅羅                                                                 |
| 2005   | ヘレンとフランクと18人の子供たち Yours, Mine and Ours  | ヘレン・ノース         |                  | 高島雅羅                                                                 |
| 2011   | マイティ・ソー Thor                                    | フリッガ               |                  | 滝沢久美子                                                               |
| 2013   | マイティ・ソー/ダーク・ワールド Thor: The Dark World   | フリッガ               |                  | 滝沢久美子                                                               |
| 2014   | ナイトクローラー Nightcrawler                          | ニーナ                 |                  | 深見梨加                                                                 |
| 2015   | フランクとシンディ Frank and Cindy                     | シンディ               | 日本劇場未公開   | 宮寺智子                                                                 |
| 2015   | マイ・インターン The Intern                            | フィオナ               |                  | 幸田直子                                                                 |
| 2017   | ベスト・バディ Just Getting Started                    | スージー・クインズ     |                  | 滝沢久美子                                                               |
| 2019   | アベンジャーズ/エンドゲーム Avengers: Endgame          | フリッガ               |                  | 滝沢久美子                                                               |

## 参照
1. ↑  Rene Russo Biography (1954–)
2. ↑  “STAR RENE'S RUNAWAY DAD DIED OF GUILT; Actress refused to speak to him after he dumped young family.(News) – Daily Record (Glasgow, Scotland) – HighBeam Research”. 2011年5月17日時点のオリジナルよりアーカイブ。2019年2月19日閲覧。
3. ↑  Date, CINDY PEARLMAN (1996年8月11日). “Chicago Sun-Times:: Search”. Chicago Sun-Times
4. ↑  “レネ・ルッソ、浅野忠信の出演が決まっている実写映画版『マイティ・ソー』で銀幕復帰”. シネマトゥデイ. (2009年12月18日) 2012年12月7日閲覧。
5. ↑  Nast, Condé (2014年10月16日). “How Rene Russo (Who Has Bipolar Disorder) Is Helping Make It OK to Talk About Mental Health” (英語). Glamour. 2023年7月29日閲覧。